# サルタ (イエメン料理)

サルタ

サルタ (Saltah, アラビア語: سلتة) とは、アラビア半島南西部のイエメンの料理である。

## 概要
イエメンの首都サナアを中心に食べられている、大変人気のある料理である。外見はシチューか鍋料理に似ている。

### 作り方
- マメ科の香辛料・ヘルバ（英語でフェヌグリーク）の種子を水に漬け、ペースト状にする。
- 骨付きの羊肉か牛肉を煮出し、具のないスープ「マラク」を作る。
- インディカ米を差し水をしつつ煮込み、塩や脂を加えて柔らかい飯を炊く。この飯を「ルッズ」という。
- トマト、ニンニク、塩、香辛料をミキサーにかけ、トマトペースト「サハーウィク」を作る。

これら具材が揃ったところで、マクラー（石鍋）を熱する。
充分に熱された石鍋にスープを少量注ぎ、鶏卵を割り入れてかき混ぜる。そこに飯、トマトペースト、肉を次々と入れ、最後にヘルバのペーストをかけて出来上がり。
薄焼きパンの一種・マルージュを使って、熱々のサルタを手食する。

## 社会背景
かつてイエメンは、オスマン帝国の支配を受けていた。サルタは、その時期に導入された料理だとされる。
熱した石鍋を使うサルタは専門店で供される場合が多い。
しかしイエメンでは食事は家庭で摂るものとされており、さらに女性の外食は憚られる行為である。そのため、サルタ屋に出入りする者は独身男性か、食事の用意ができない男性に限られる。
なお、石鍋はイエメンの家庭ならば大抵備えられている。そのため女性は家庭料理としてサルタを味わうことができる。